# Pawlo Chnykin
Pawlo Wiktorowitsch Chnykin (ukrainisch Павло Вікторович Хникін; * 5. April 1969 in Jekaterinburg) ist ein ehemaliger ukrainischer Schwimmer. Der Spezialist im Freistilschwimmen und Schmetterlingsschwimmen gewann bei Olympischen Spielen zwei Silbermedaillen. Bei Europameisterschaften erschwamm er einmal Gold und zweimal Bronze.

## Sportliche Karriere
Der 1,85 Meter große Chnykin gewann bei den Europameisterschaften 1991 in Athen den Titel mit der sowjetischen 4-mal-100-Meter-Freistilstaffel in der Besetzung Pawlo Chnykin, Gennadi Prigoda, Weniamin Tajanowitsch und Alexander Popow mit über einer Sekunde Vorsprung vor der zweitplatzierten deutschen Staffel.
Im Jahr darauf gab es keine sowjetische Mannschaft mehr. 1992 trat das Vereinte Team für die Gemeinschaft Unabhängiger Staaten an, die drei baltischen Staaten starteten mit eigenen Mannschaften. Bei den Olympischen Spielen 1992 in Barcelona wurde Chnykin Vierter über 100 Meter Schmetterling, wobei er vier Zehntelsekunden nach den Medaillengewinnern anschlug. Zwei Tage später schwamm die 4-mal-100-Meter-Freistilstaffel mit Pawlo Chnykin, Wladimir Pyschnenko, Weniamin Tajanowitsch und Juri Baschkatow die schnellste Vorlaufzeit. Im Endlauf waren Chnykin, Gennadi Prigoda, Baschkatow und Alexander Popow nahezu zeitgleich und schlugen als Zweite hinter dem US-Team an. Die 4-mal-100-Meter-Lagenstaffel mit Wladimir Selkow, Dmitri Wolkow, Wladislaw Kulikow und Wladimir Pyschnenko schwamm die zweitbeste Vorlaufzeit. Im Endlauf waren Selkow, Wassili Iwanow, Pawlo Chnykin und Alexander Popow fast vier Sekunden schneller als die Vorlaufstaffel und erreichten das Ziel anderthalb Sekunden nach dem US-Quartett, aber eine Sekunde vor den drittplatzierten Kanadiern.
Ab 1993 startete Chnykin als Mitglied der ukrainischen Mannschaft. Bei den Europameisterschaften 1993 in Sheffield belegte er zunächst den siebten Platz über 100 Meter Schmetterling. Über 100 Meter Freistil siegte Alexander Popow mit über einer halben Sekunde Vorsprung vor dem Schweden Tommy Werner, 0,05 Sekunden dahinter erkämpfte Chnykin die Bronzemedaille. Bei der Universiade in Buffalo erschwamm Chnykin ebenfalls Bronze über 100 Meter Freistil, vor ihm lagen mit David Fox und Seth Pepper zwei Schwimmer aus den Vereinigten Staaten. 1994 bei den Weltmeisterschaften in Rom gewann Chnykin das B-Finale über 50 Meter Freistil und wurde damit Neunter der Gesamtwertung. Bei den Europameisterschaften 1995 in Wien wurde Chnykin Vierter über 100 Meter Freistil mit 0,08 Sekunden Rückstand auf den Drittplatzierten. Über 50 Meter Freistil schlug Chnykin als Sechster an.
1996 bei den Olympischen Spielen in Atlanta trat Chnykin in vier Wettbewerben an. Über 100 Meter Freistil erreichte er das Finale und belegte den sechsten Platz, wobei er mit 49,65 Sekunden seine persönliche Bestleistung schwamm. Die ukrainische 4-mal-100-Meter-Lagenstaffel mit Wolodymyr Nikolajtschuk, Oleksandr Dschaburija, Denys Sylantjew und Pawlo Chnykin schwamm die neuntbeste Vorlaufzeit und verfehlte den Finaleinzug um sechs Hundertstelsekunden. Über 100 Meter Schmetterling erreichte Chnykin sein zweites Finale und wurde Achter, seine Vorlaufzeit hätte im Finale zum fünften Platz gereicht. Über 50 Meter Freistil schließlich verpasste Chnykin als 17. der Vorläufe knapp das B-Finale.
Nach einer längeren Pause kehrte Chnykin 2000 zurück zum internationalen Schwimmsport. Bei den Europameisterschaften in Helsinki belegte er mit der ukrainischen 4-mal-100-Meter-Freistilstaffel den fünften Platz. Über 100 Meter Freistil wurde er Sechster. Die 4-mal-100-Meter-Lagenstaffel mit Wolodymyr Nikolajtschuk, Oleh Lissohor, Andrij Serdinow und Pawlo Chnykin erschwamm die Bronzemedaille hinter den Russen und den Schweden. Bei den Olympischen Spielen in Sydney schied Chnykin sowohl mit der 4-mal-100-Meter-Freistilstaffel als auch über 100 Meter Freistil im Vorlauf aus.
Vier Jahre später belegte die ukrainische 4-mal-100-Meter-Freistilstaffel mit Slawa Schirschow, Denis Sisonenko, Pawlo Chnykin und Jurij Jehoschyn den fünften Platz bei den Europameisterschaften 2004 in Madrid. Bei den Olympischen Spielen in Athen schied die 4-mal-100-Meter-Freistilstaffel mit Chnykin, Andrij Serdinow, Sisonenko und Jehoschyn als Vorlaufzehnte aus. 2005 bei den Weltmeisterschaften in Montreal wurde Chnykin mit der 4-mal-100-Meter-Freistilstaffel Vorlaufelfter.